# 차유주

## 개요
차유주(1991년)은 대한민국의 배우이다.

## 출연작

### 드라마
- 《검색어를 입력하세요 WWW》 (tvN, 2019년)
- 《날씨가 좋으면 찾아가겠어요》 (JTBC, 2020년) - 특별출연
- 《펜트하우스 3》 (SBS, 2021년) - 김미숙
- 《팬레터를 보내주세요》 (MBC, 2022년) - 혜리 코디
- 《닥터 차정숙》 (JTBC, 2023년) - 교도관

### 영화
- 2021년 《비와 당신의 이야기》 - 도서관 여학생